# 正しい日 間違えた日
『正しい日 間違えた日』（ただしいひ まちがえたひ、지금은 맞고 그때는 틀리다）は、ホン・サンス監督・脚本による2015年の韓国のドラマ映画である。

## 概要
ホン・サンスとキム・ミニが初めてタッグを組んだ作品。この作品をきっかけに二人は不倫関係となった。

## ストーリー
予定より一日早く水原(スウォン)に到着してしまった映画監督のチュンスは、魅力的な女性ヒジョンに出会う。

## キャスト
- チョン・ジェヨン
- キム・ミニ
- コ・アソン

## 評価
本作はロカルノ国際映画祭に出品され、グランプリにあたる金豹賞を受賞し、チョン・ジェヨンは主演男優賞を受賞。この時、日本の映画監督である濱口竜介も『ハッピーアワー』を携えて参加しており、映画祭にて本作を鑑賞。そこでホン・サンスのことを「真の現代の巨匠」だと思ったという。
また、チョン・ジェヨンは第35回韓国映画評論家協会賞と第9回アジア太平洋映画賞においても主演男優賞を受賞している、